# Fazang
Fazang (chiń. 賢首法藏 pinyin Xiánshǒu Fǎzàng; kor. Hyeonsu Beopjang (현수법장); jap. Kenshū Hōzō (ホウゾウ); wiet. Hiền Thủ Pháp Tạng; ur. 643. zm. 712) – filozof i buddysta chiński, trzeci patriarcha szkoły huayan.

## Życiorys
Urodził się i zmarł w Chang’anie, jednak jego rodowe nazwisko Kang sugeruje, że pochodził z Sogdiany (chin. Sude), najpewniej z Samarkandy, regionu kultury irańskiej obejmującym dzisiejsze tereny Uzbekistanu i Tadżykistanu w Azji Środkowej.
Już jako młodzieniec prowadził ascetyczne życie na górze Taibei. Był tak oddany buddyzmowi, że mając lat 16 ofiarował swój palec Buddzie przed relikwiarzem (stupa) Aśoki w świątyni Famen w Chang’anie. Był uczniem patriarchy huayan Yunhua Zhiyana od 662 do 668 r., który nauczał w stołecznym klasztorze Yunhua. Wtedy zaprzyjaźnił się z innym uczniem Zhiyana – Koreańczykiem Ŭisangiem, założycielem szkoły hwaŏm w królestwie Silli. Od cesarzowej Wu Zetian (625–705) otrzymał w 670 r. stanowisko opata nowego klasztoru Fuxian (Taiyuan si) i dlatego dopiero w 28 roku życia został mnichem. Klasztor był poświęcony pamięci matki cesarzowej. Zanotowano, że wydarzyło się wtedy kilka cudów, m.in. z jego ust wytrysnęło światło i wstrząsnęła się ziemia. Przez całe swoje życie był zresztą wiązany z różnymi cudownymi wydarzeniami. Często prowadził także specjalne ceremonie dla magicznego osiągnięcia różnych celów (np. likwidacji suszy itp).
Był niewątpliwym oportunistą. Służył bez problemów wszystkim cesarzom (Chang’an był wówczas stolicą). Najmocniej związany był z cesarzową Wu Zetian, którą ostatecznie zdradził. Była ona córką bardzo oddanej buddystki i sama mocno popierała i wspierała buddyzm. Pragnęła uchodzić za wzorowego króla buddyjskiego Czakrawartina (skt Cakravarti-rāja). I rzeczywiście dopiero od jej czasów można mówić, że buddyzm stał się religią państwową. Wspomagała ona Fazanga, który był częstym gościem w pałacu królewskim w celu objaśniania nauk buddyjskich. Niemożność wyjaśnienia cesarzowej filozofii huayan spowodowała demonstrację sieci Indry przy pomocy luster, figury złotego lwa i świec. Dalszym efektem tego było jedno z głównych dzieł Fazanga Traktat o złotym lwie (chin. Jin shizi zhang). Pracą propagandową, wspierającą cesarzową, jest Huayanjing zhuanji (napisana pom. 690 a 693 r.).
Aby wzmocnić swoją pozycję cesarzowa zapragnęła nowego, pełnego tłumaczenia Sutry Girlandowej, czyli Avatamsaka Sutra, jednak z możliwie najlepszego źródła, więc nakazała odnalezienie pełnego tekstu sanskryckiego. W 679 r. mnich Divākara znalazł taki tekst. Fazang poznał Divākarę w 684 r. w klasztorze Xitaiyuan, gdzie studiował teksty Śilabhadry i Dźnianabhadry. Prawdopodobnie obaj przystąpili do nowego tłumaczenia w klasztorze Taiyuan w 685 r.
Pod koniec 694 r. kariera Fazanga uległa zahamowaniu. Mnich Fuli (復禮) (działał w latach 680–705) oskarżył go o herezję. Chodziło o to, że Fazang zinterpretował słowo „budda” jako „tymczasowo nazwanego bodhisattwę” (chiń. jiaming pusa 假名菩薩). Fazang został zesłany w okolicę Jiangnanu (江南) i dopiero przybycie do Chang’anu misjonarza i tłumacza Śikszanandy (652-710) oraz kłopoty na jakie natrafili Śikszananda z Fulim przy tłumaczeniu rozdziału „Puxian” (普賢品, Samantabhadra) Sutry Awatamsaki spowodowało zwolnienie go z zesłania. W 697 r. był znowu w stolicy.
Pomiędzy 695 a 699 r. cesarzowa dodała do tłumaczenia Śiksānandę i Devaprajñę. Nowe tłumaczenie liczyło 80 rozdziałów, podczas gdy poprzednie tylko 60.
W czerwcu 697 r. Fazang został poproszony przez cesarzową o pomoc w rozwiązaniu konfliktu zbrojnego pomiędzy jej państwem a Kitanami, który wybuchł równy rok wcześniej. Fazang przeprowadził ceremonię „lewej ręki” (chiń. 左道 zuodao), czyli „nieortodoksyjną buddyjsko”, a więc najpewniej posłużył się „czarną magią”, mimo zbudowania bodhimandali dla Awalokiteśwary o Jedenastu Twarzach. Mamiona przez różne złudzenia armia Kitanów poddała się 27 lipca.
Fazang został opatem klasztoru Fuxian (wtedy noszącego nazwę Chongfu) w okresie pomiędzy 5 listopada 699 a 16 listopada 703 r. W 705 r., gdy wyprawił się do klasztoru Famen, był jeszcze opatem. Prawdopodobnie był opatem Fuxian si prawie do samej śmierci, przed którą przeniesiono go do Jianfu si.
Nowe tłumaczenie Sutry Awatamsaki zostało ukończone 5 listopada 699 r. Kilka tygodni później Fazang wygłosił wykład na temat nowego tłumaczenia, który został bardzo przychylnie oceniony przez cesarzową. Prawdopodobnie latem 700 r. Fazang, Śikszananda i Fuli przebywali z cesarzową w jej letnim pałacu w rejonie góry Song, gdzie przygotowywali się do nowego tłumaczenia sutry Lankavatary.
W 705 r. cesarzowa obarczyła Fazanga misją przewiezienia relikwii z klasztoru Famen do pałacu w celu oddania im czci. Rok 705 był krytycznym rokiem jej życia, i ceremonia ta była pomyślana jako wzmocnienie jej siły i zdrowia, które załamało się w tym okresie.
W klasztorze działało wówczas biuro tłumaczeń Bodhiruciego (znanego także jako Dharmaruci) (572?-727). Fazang był zaangażowany głównie w tłumaczeniu Mañjuśri-buddhakṣetraguṇavyūha(sutra).
Zmarł w Chang’anie w klasztorze Jianfu 16 grudnia 712 r.
Ponieważ usystematyzował nauki huayan, przez niektórych badaczy uważany jest za prawdziwego założyciela szkoły huayan.
Fazang był znakomitym nauczycielem, mistrzem wizualnych pomocy. Umiał także, w bardzo chiński sposób, sprowadzać indyjskie abstrakcje na ziemię.

## Nauki
Jednym z najważniejszych tekstów dyskutowanych wówczas przez buddystów w Chinach był przypisywany Aśwaghosze (skt Aśvaghoṣa) traktat Mahāyānaśraddhotpāda przetłumaczony na język chiński jako Dacheng qixin lun (大乘起信論), czyli Przebudzenie wiary w mahajanie. Fazang uważał tę śastrę za bardzo ważną i napisał do niej komentarz. Przebudzenie wiary w mahajanie ukazywało nowe spojrzenie na doktrynę Buddy; objaśniało mianowicie jej istotę jako kosmologiczną teorię i wyjaśniało prawdziwą naturę kosmosu. Przedmiotem chińskich dyskusji była także tathāgatagarbha – dosłownie łono tathagaty, czyli istota Buddy, natura Buddy. Otóż Przebudzenie wiary (...) odchodziło od tradycyjnego soteriologicznego rozumienia natury Buddy. Dla tej śastry zasadą był Umysł myślących i odczuwających istnień. Ten Umysł zawiera w sobie wszystkie stany istnienia fenomenalnego i transcendentalnego świata. W swoim komentarzu Fazang uważa, iż ten Jeden Umysł, to właśnie tathāgatagarbha. I dalej, śastra ta traktuje tathāgatagarbhę jako substratum, podstawę czy fundament samsary i nirwany. Jeden Umysł ma dwa aspekty; pierwszy to Umysł noumenalny (chin. li), Absolutnej Rzeczywistości, Takości; drugi – fenomenalny (chin. shi), świata zjawisk i rzeczy. W swoim komentarzu Fazang argumentuje, że noumen i fenomen w swej istocie się nie różnią, gdyż Jeden Umysł jest esencją obu. Ta zasadnicza, esencjonalna natura Umysłu jest nienarodzona, nieśmiertelna, poza językiem. Przyczyną rozróżniania (czyli fenomenu) jest ułuda, podstawowa ignorancja własnej natury. Absolutna Rzeczywistość jest pusta
| ponieważ od samego początku nie była nigdy związana z żadnymi skażonymi stanami istnienia, jest wolna od wszelkich znaków indywidualnego rozróżniania rzeczy i nie ma nic wspólnego z myślami powstałymi w zwodniczym umyśle. |

### Główne idee Fazanga
- 1. Rzeczywisty świat jest złożony z wszechprzenikających się zdarzeń związanych przyczynowymi relacjami. Wszystko jest przyczyną i skutkiem czegoś innego. Fazang wyjaśnia to przy pomocy 10 tajemnych bram.
- 2. Dlatego rzeczy w świecie są wypełnione pustką, czyli pozbawione własnego istnienia i definicji oraz powstają z samej Takości.
- 3. Ta pustka nie jest jednak negatywna, gdyż ta rzeczywistość pustych rzeczy jest jedyną rzeczywistością, o której można mówić.
- 4. Historię i różnorodność nauk buddyjskich można sklasyfikować w pięciu grupach, według stopnia ich rozwoju duchowego. Są to Trzy pojazdy, które w pewnym sensie są trzema aspektami Jednego Pojazdu.

#### Dziesięć tajemnic lub dziesięć tajemnych bram
- 1. Jednoczesna złożoność i wzajemna zgodność; ogólne i cząstkowe, czyli zasada (noumen) i zdarzenie (fenomen) współistnieją bez przeszkód.
- 2. Niepowstrzymana wolność wszystkich rzeczy we wzajemnej współzależności; ma to związek z takim rodzajem dualizmu jak duże i małe, skończone i nieskończone itp. Oznacza to, że dana rzecz w tym samym czasie jest zarówno mała, jak i duża (itd.) i względna wobec innych rzeczy.
- 3. Wzajemna zgodność i zróżnicowanie pomiędzy tym a innymi światami; coś jest częścią całości równocześnie będąc całkowicie indywidualną jednostką.
- 4. Wzajemna identyfikacja i samowystarczalność (niezależność) wszystkich czynników istnienia; rzeczy działają zarówno dla siebie, jak i na rzecz całości bez przeszkód.
- 5. Wzajemne dopełnianie się ukrytego i przejawionego; wzajemna konieczność zdarzenia i tła, z którego się wyłania.
- 6. Wzajemna zgodność wszystkich rzeczy bez najmniejszej utraty indywidualnej tożsamości; rzeczy nie tracą swojej indywidualności nawet gdy są częścią większej całości.
- 7. Sieć Indry; w sieci Indry jeden diament odbija wszystkie inne diamenty a wszystkie inne diamenty odbijają także ten jeden.
- 8. Fenomenalne ujawnia noumenalne; ponieważ zasadą (noumenem) jest pustka, a fenomeny, które wyrażają tę zasadę są niepowstrzymane, można znaleźć tę zasadę w każdym zjawisku (pojedyncze źdźbło trawy może spowodować oświecenie).
- 9. Oddzielne istnienie i wzajemne łączenie się oddzielnych czynników istnienia w czasie; każdy czynnik istnienia uczestniczy w każdym innym bez utraty indywidualności.
- 10. Harmonijna współwymienialność zasady i zjawiska. To odnosi się do czteroczęściowego modelu dharmadhatu.

#### SystematyzacjaDharmyBuddy
- 1. Hinajana – (小乘教) (Abhidharma), wczesna tradycja buddyjska; ja nie istnieje, ale czynniki istnienia są rzeczywiste.
- 2. Wstępna mahajana (大乘初教) – wczesna nauka o pustce wyłożona w Prajñāpāramitā sūtra i w tradycji madhjamiki i wczesnej jogaczary łącznie z naukami sanlun (Szkoły trzech traktatów).
- 3. Ostateczna mahajana (大乘終教); teksty: Tathāgatagarbha sūtra, Przebudzenie wiary w mahajanie i Lwi ryk królowej Śrimali. Łono Buddy (skt. Tathāgatagarbha) jako matryca, z której wyłania się świat. Nauki tiantai.
- 4. Nagłe nauki Jednego Pojazdu (大乘頓教); tutaj został później włączony chan, który w czasach Fazanga dopiero zaczął się kształtować.
- 5. Całościowe („okrągłe”) nauki Jednego Pojazdu (一乘圓教); mowa o naukach szkoły huayan, gdyż Fazang wierzył w nadrzędność nauk tej szkoły nad wszystkimi innymi, które są wstępne, niekompletne itd.

Fazang nauczał, że Sutra girlandowa (Avatamsaka Sutra) została wygłoszona przez Buddę w momencie oświecenia i dlatego prezentuje nagłębsze i najbardziej oświecone poglądy na uniwersum, bez żadnych uproszczeń i ułatwień. Jest to zgodne z tym, co uważała szkoła tiantai. Jednak według tiantai Sutra Lotosu została wygłoszona przez Buddę jako ostatnia i dlatego zawiera wszystkie najwyższe nauki, i jest nadrzędna nad wszystkimi innymi.

#### Sześć kontemplacji
Fazang wprowadził do praktyki szkoły huayan 6 kontemplacji koniecznych dla zrozumienia Huayanjing (sutry Avatamsaki):
- 1. Wgląd w spokój zasadniczego umysłu, do którego powracają wszystkie rzeczy.
- 2. Wgląd w naturę świata elementów (dharm), które istnieją z powodu umysłu.
- 3. Obserwowanie, że istnieje doskonałe, tajemnicze wszechprzenikanie się wszystkich rzeczy.
- 4. Obserwowanie, że nie ma nic oprócz Takości, gdzie wszystkie fenomenalne byty odciskają swoje odbicie.
- 5. Obserwowanie, że lustro tożsamości utrzymuje wszystkie rzeczy z osobna bez przeszkód.
- 6. Obserwowanie, że związek pana (noumen) i służącego (fenomen) istnieje na wskroś wszechświata, z tym, że jeżeli coś dotyczy jednego elementu, to dotyczy to także wszystkich elementów.

## Dzieła
Fazang napisał ponad 60 dzieł. Oto najważniejsze:
- Jinshizi zhang (Traktat o złotym lwie)
- Huayan wujiao zhang (Traktat o 5 naukach huayan) T 1866[d]
- Huayan yihai baimen (100 bram do zgłębienia znaczenia huayan)
- Huayan fa putixin zhang (Esej o powstaniu umysłu oświecenia w huayan)
- (Dasheng) qixinlun yiji (Komentarz do Przebudzenia w mahajanie) T 1846
- Fanwang jing pusa jieben shu (Komentarz do Brahmajāla sūtra) T 1813
- Huayan jing tanxuan ji (Komentarz o głębokościach Sutry Awatamsaki) T 1733, K 1513
- Huayan jing wenyi gangun (Objaśnienie 10 tajemnych bram z Sutry Awatamsaki)
- Huayan jing zhigui (Komentarz do Sutry Awatamsaki) T 1871
- Panruoxin jing lueshu (Krótki komentarz do Prajñāpāramitāhṛdaya Sūtra) T 1712
- Rulengqie xinxuan yi (Istotne znaczenie Laṅkāvatāra Sūtra) T 1790
- Huayan jing chuanji (O tradycji studiowania Surty Awatamsaki) T 2073